# Sereno (álbum)
Sereno es el título del 14°. álbum de estudio grabado por el cantautor español Miguel Bosé (el séptimo con la casa musical WEA). Fue lanzado al mercado el 6 de noviembre de 2001, fue ganador del Premio Grammy Latino al Mejor Álbum de Pop Latino Masculino en la 3°. entrega anual de los Premios Grammy Latino celebrada el miércoles 18 de septiembre de 2002.
El estilo de Sereno es pop comercial y cantable. Destaca el sencillo «Morena mía», canción con claras influencias R&B, junto a otros temas como el roquero «Gulliver», «Puede que» (que contó con la colaboración de Alejandro Sanz) y «El hijo del Capitán Trueno», canción que Bosé dedicó a su padre, el torero Luis Miguel Dominguín.

## Promoción
La canción Morenamía es el primer sencillo a promocionar de este álbum logrando gran aceptación en la radio. “Morena mía” es un juego de palabras, una divertida canción dedicada a las mujeres.
Para la promoción de este álbum; el cantante se embarcó en una gira por varios países de América Latina y Estados Unidos; iniciando en El Salvador.
Para acompañar a la gira por España, y gracias al éxito obtenido de ventas del disco, la compañía discográfica decide sacar una Edición Especial del disco; un doble CD que incluye el disco origina y una selección de algunos de los temas interpretados en los conciertos en versión "Dance".

## Lista de canciones
Todas las canciones escritas y compuestas por Miguel Bosé, excepto donde se indique. 
| Sereno |                                  |                         |          |  |
| N.º    | Título                           | Escritor(es)            | Duración |  |
| 1.     | «Puede que» (con Alejandro Sanz) | Miguel Bosé             | 4:47     |  |
| 2.     | «Gulliver»                       | Miguel Bosé             | 4:22     |  |
| 3.     | «Mirarte»                        | Miguel Bosé · M. Grilli | 5:31     |  |
| 4.     | «El hijo del Capitán Trueno»     | Miguel Bosé             | 4:57     |  |
| 5.     | «Te digo amor»                   | Miguel Bosé             | 5:12     |  |
| 6.     | «Tictac»                         | Miguel Bosé             | 4:24     |  |
| 7.     | «Mientras respire»               | Luis Gómez-Escolar      | 3:37     |  |
| 8.     | «Morenamía»                      | Miguel Bosé             | 4:51     |  |
| 9.     | «La noche me gusta»              | Miguel Bosé             | 4:45     |  |
| 10.    | «Millones de km de aquí»         | Miguel Bosé             | 4:15     |  |
| 11.    | «Sereno»                         | Miguel Bosé · M. Grilli | 3:47     |  |
| 50:28  |                                  |                         |          |  |

## Créditos de realización
- Derek Watkins - Trompeta
- Miguel Bosé - Vocals, flauta de bambú
- Alejandro Sanz - Artista Invitado
- Chris Cameron - Arreglador, director de orquesta, teclados
- Antonio Carmona - Cajón
- Isobel Griffiths - Orquesta
- James Hallawell - Teclados, Órgano (Hammond), Órgano
- Per Lindvall - Batería
- James McNally - Ocarina, Bodhran, flauta irlandesa
- Mike Ross-Trevor - Orquesta
- Greg Walsh - Productor ejecutivo
- Tequila - Ladridos
- Sergio Castillo - Percusión
- Álex González - Batería
- José María Guzmán - Coros
- Johnny Kalsi - Tabla, Tabla Dhol
- Ludovico Vagnone - Guitarra (Acústica), Guitarra, Guitarra (Eléctrica), Guitarra Española, E-Bow
- Alfonso Pérez - Teclados
- Antonio Cortes - Guitarra, Teclados, Programación
- Paolo Costa - Bajo Sexto
- Paco Arroyo - Coros
- Antonio Fernández Díaz - Realización
- Christoph "Doom" Schneider - Grabación
- Alessandro R.A. Benedetti - Mezcla, Grabación
- Josep Salvador - Guitarra (Acústica)
- Peter Walsh - Programación, Productor, Mezcla, Grabación
- Peter Andrea - Guitarra
- Rafa Sanudo - Diseño gráfico, Dirección del artista
- Helen De Quiroga - Coros
- Araceli Lavado - Coros
- César Lucadamo - Fotografía
- Pepe Manchado - Grabación
- Dan Page - Asistencia técnica

## Certificaciones
| País   | Organismo certificador | Certificación | Ventas certificadas | Ref   |
| ------ | ---------------------- | ------------- | ------------------- | ----- |
| México | AMPROFON               | Oro           | 75 000              | [ 8 ] |